# Apodacra pachymetopa
Apodacra pachymetopa är en tvåvingeart som beskrevs av Boris Borisovitsch Rohdendorf 1925. Apodacra pachymetopa ingår i släktet Apodacra och familjen köttflugor. Inga underarter finns listade i Catalogue of Life.